# Campbell (Minnesota)
Campbell è un comune degli Stati Uniti d'America, situato nello Stato del Minnesota, nella Contea di Wilkin.